# San Antonio (Teksas)
San Antonio je grad u američkoj saveznoj državi Teksas. San Antonio je drugi po veličini grad u Teksasu i sedmi po veličini u SAD. Prema popisu stanovništva iz 2010. u njemu je živjelo 1.327.407 stanovnika.
U gradu živi preko 63% Hispanoamerikanaca i Latinoamerikanaca. Privreda se sastoji od trgovine vunom, pamukom i kožom, prehrambene industrije, rafinerija nafte i turizma. U gradu ima 31 visokoškolska ustanova i više od 30 privatnih škola. Od kulturne baštine najznačajnije je utvrđenje Alamo gde su se vodile borbe između teksaške vojske i vojske SAD.
Grad je osnovan 1718. godine kao španska misija. Godine 1821. grad ulazi u sastav novoosnovane meksičke države, a od 1836. do 1846. dio je Republike Teksas, a nakon toge je pripojen SAD.
Najveća baza američkog zrakoplovstva nalazi se upravo u San Antoniju. Godišnje se tu obuči 40 000 pripadnika američke vojske i članica NATO.

## Partnerski gradovi
- Santa Kruz de Tenerife,
- Las Palmas de Gran Kanarija,
- Gvadalahara,
- Čenaj,
- Kahsiung,
- Kumamoto,
- Kvandžu,
- Monterej,
- Galileja,